# Cygnus Orb-D1
Cygnus Orb-D1, es el primer vuelo de la nave de carga, Cygnus. Fue el vuelo de prueba destinado a la Estación Espacial Internacional, fuera del contrato, ya que era un requisito previo que exigia la NASA, para empezar a realizar suministros a la  ISS, con la nave Cygnus antes de realizar vuelos comerciales del programa de Servicios de abastecimiento comercial CRS de la NASA. 
El lanzamiento de la misión tuvo lugar el 18 de septiembre de 2013 a las 14:58 UTC. El regreso de la nave se realizó el 23 de octubre de 2013 a las 18:16 UTC, habiendo permanecido en el espacio 35 días.

## Historia
Orbital Sciences y la NASA desarrollaron conjuntamente este nuevo sistema de transporte espacial para proporcionar una nave de trasnporte de carga dentro del programa de Servicios Comerciales de Transporte Orbital (COTS) para realizar Servicios de abastecimiento comercial (CRS) a la Estación Espacial Internacional (ISS). Bajo el programa de Sistema de Transporte Orbital Comercial (COTS), Orbital Sciences diseñó y construyó el cohete Antares, un vehículo de lanzamiento de clase media y la cápsula Cygnus, una nave espacial de maniobra avanzada, con un módulo de carga presurizada (PCM) que es proporcionado por el socio industrial de Orbital, Thales Alenia Space, construido en Italia.
En 2014 Orbital Sciences Corporation se fusionó con la empresa Thales Alenia Space y paso a llamarse Orbital ATK.
Northrop Grumman compró Orbital ATK en junio de 2018; su división ATK pasó a llamarse Northrop Grumman Innovation Systems.

## Nave
El módulo de servicio Cygnus está asociado con el módulo de carga presurizada en el sitio de lanzamiento. Este es el primer vuelo de la nave Cygnus.  
Esta nave Cygnus llevó su nombre en honor al difunto en 2008, astronauta de la NASA y ejecutivo de Orbital Sciences, G. David Low.
La nave Cygnus fue el séptimo tipo de nave espacial en visitar la Estación Espacial Internacional (ISS), después de las naves tripuladas Soyuz y el transbordador espacial americano, y las naves de carga Progress rusa, el ATV europeo, HTV japonés y la nave  Dragon 1 o cargo sin tripulación.

## Acoplamiento con la ISS
El encuentro con la ISS estaba programado originalmente para el cuarto día de la misión. Sin embargo, la cita se pospuso debido a un problema de enlace de datos informáticos. El error exacto se relacionó con pequeñas discrepancias entre la forma en que la ISS y la nave Cygnus usan el GPS para fines de cronometraje. Fue necesario un nuevo retraso para permitir la llegada de la Soyuz TMA-10M con tres nuevos miembros de la tripulación de la Expedición 37 a la ISS.
Con una semana de retraso, la nave espacial realizó una serie de pruebas de navegación, control y seguridad a medida que se acercaba a la estación. Tras completar con éxito diez objetivos de prueba, la nave espacial fue autorizada para realizar su aproximación final, manteniéndose a 12 m (39 pies) por debajo de la ISS. El astronauta italiano Luca Parmitano atrapo a las 11:00 UTC del 29 de septiembre de 2013, utilizando el Sistema de Servicio Móvil (MSS), conocido como brazo robótico Canadarm 2, mientras las dos naves espaciales navegaban por encima del Océano Índico. La nave cygnus fue acoplada en el puerto nadir de la estación en el módulo Harmony.
El 22 de octubre de 2013, se utilizó el Canadarm2 para desacoplar la nave espacial Cygnus desde el puerto nadir del módulo Harmony a las 10:04 UTC. La nave espacial fue maniobrada a una posición de estacionamiento debajo de la estación, donde fue liberada del RMS a las 11:31 UTC. A continuación, realizó una serie de maniobras de separación lejos de la estación. La nave espacial encendió su motor principal para salir de órbita el 23 de octubre de 2013 a las 17:41 UTC, con su reentrada y quema en la atmósfera sobre el sur del Océano Pacífico ocurriendo a las 18:16 UTC.

## Manifiesto de carga
La Cygnus Orb-D1 transportó 700 kg (1.500 libras) de carga para la ISS, incluyendo alimentos y piezas de repuesto. Después de su descarga, la nave espacial se cargó con 1.290 kg (2.840 lb) de desechos para su eliminación en la reentrada de la nave. 